# Vertigo hubricti
Vertigo hubricti é uma espécie de gastrópode da família Vertiginidae.
É endémica dos Estados Unidos da América.